# Colegio La Salle Buenos Aires

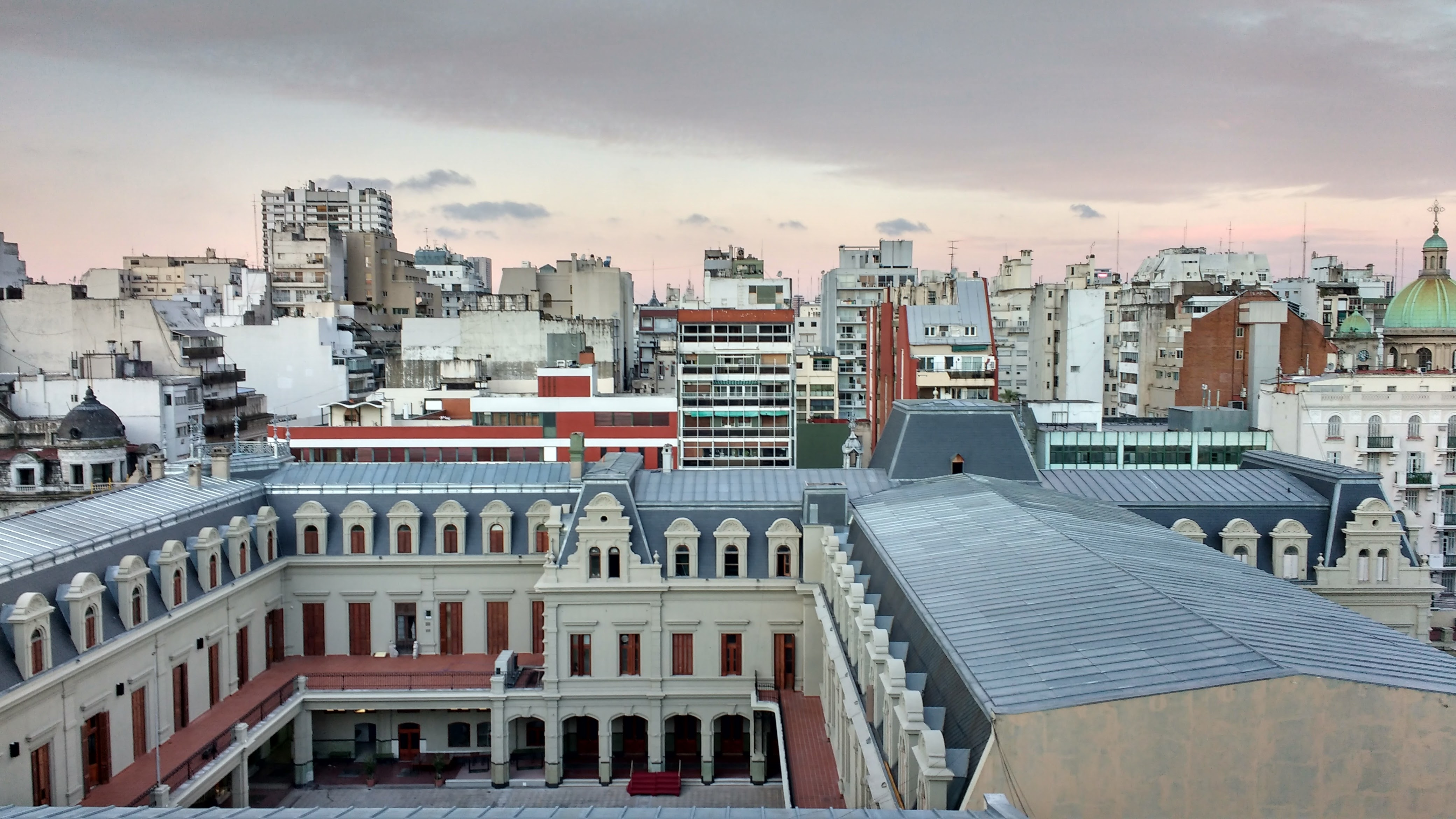
Edificio histórico del Colegio de La Salle (2016)

El Colegio La Salle Buenos Aires (antes Colegio de La Salle) es una institución educativa de los Hermanos de las Escuelas Cristianas, fundada en 1891 en Buenos Aires, Argentina.

## Actuación
Desde la fundación del colegio, las áreas de Catequesis y Pastoral constituyen el eje de la formación, que se concreta a través de la catequesis en el aula, la integración de los alumnos en grupos juveniles y la puesta en marcha de proyectos solidarios.
La educación que se brinda en sus aulas abarca el Nivel Inicial (desde los 2 años), Primario, Secundario, Terciario y Educación Especial.
El Colegio de La Salle es parte de un polo de edificios simbólicos construidos a fines del siglo XIX. El conjunto incluye al palacio Pizzurno, frente a la plaza Rodríguez Peña; al bello edificio de Obras Sanitarias que toma la manzana entera de Córdoba, Riobamba, Viamonte y Ayacucho, y al Normal que toma entera la manzana de enfrente, sobre Córdoba. En esos tiempos nacía la Argentina próspera que se daba una cara institucional y estaba de moda construir a lo grande. Los hermanos de La Salle también participaron de esta idea y construyeron algunos de los colegios más imponentes de su época. El de la esquina de Riobamba, justo atrás de Obras Sanitarias, fue de los más exitosos dentro de ese programa.

## Instalaciones
El museo de la institución cuenta con un patrimonio histórico muy importante y ésta integrado a la Red de Museos de la Dirección de Cultura de la Ciudad de Buenos Aires. Tuvo sus orígenes a principios del siglo XX, cuando fue creado por Juan Bréthes (primer entomólogo del Museo Nacional de Ciencias Naturales). 
La biblioteca, abierta a los alumnos y sus padres alberga más de 70.000 volúmenes, tiene salas de lectura y de Internet. Se organizan talleres literarios y narración oral y ferias del libro.
Los medios audiovisuales existentes comprenden circuito cerrado de televisión, estudio de radio, videoteca, y estudio de grabación y producción de programas.
El salón de actos tiene capacidad para 1.500 personas. También hay salas para reuniones, conferencias y congresos nacionales e internacionales.
El campo de deportes, de once hectáreas, está ubicado en la localidad de San Martín y cuenta con canchas de rugby, hockey, fútbol y tenis; pileta de natación, pista de atletismo y restaurante. Allí funciona la colonia de vacaciones.
Los centros vacacionales son lugares de descanso y recreación propios ubicados en Bariloche y en Valle Hermoso (Córdoba). Y una Granja Educativa situada en Jáuregui, a solo 7 km de Luján.

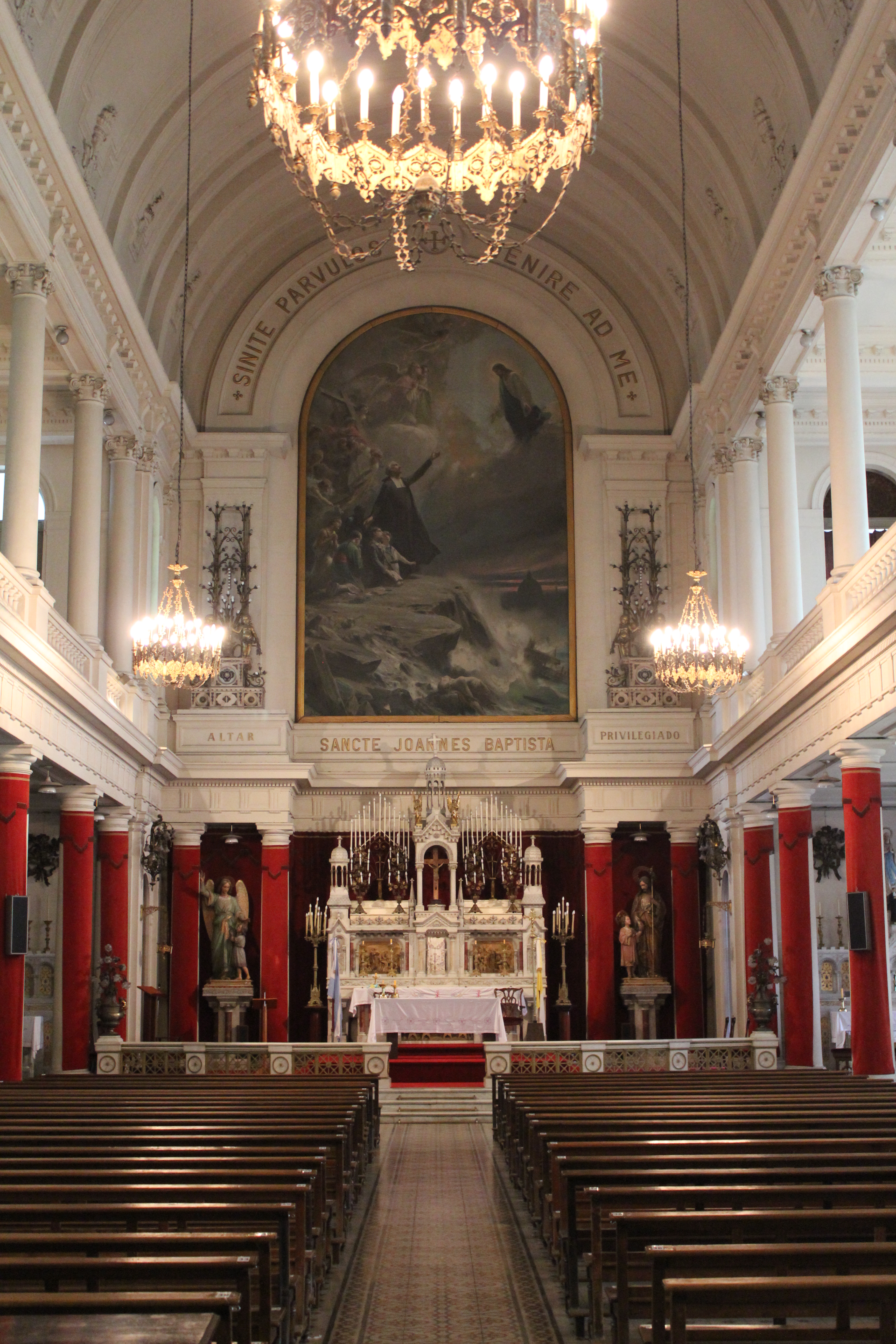
Capilla San Juan Bautista de La Salle - Buenos Aires, Argentina

La capilla cuenta con un órgano diseñado por el luthier Aristide Cavaillé-Coll.
Desde 2018, la escuela cuenta con paneles de energía solar en su terraza para abastecimiento propio, a la vez que inyecta a la red el excedente de energía, cumpliendo con la Ley de Generación Distribuida (N.º 27.424)

## Patrimonio
El Colegio cuenta con dos capillas, una de ellas dedicada a San Héctor Valdivielso, y la capilla principal del colegio dedicada a San Juan Bautista de La Salle.
La primera piedra de la capilla de San Juan Bautista de La Salle se colocó el 31 de enero de 1911, la piedra contenía en su interior una caja con medallas del mismo La Salle.
El trabajo de construcción fue rápido, el 17 de marzo de 1912 – fiesta de San Patricio- pudo celebrarse la primera misa, aunque quedaban detalles del interior por resolver. A lo largo de los meses se trasladó el Altar Mayor, se colocaron los vitrales y la mesa de comunión. En agosto, se colocó el imponente y simbólico cuadro pintado en Barcelona por el artista Julio Borrell. El 27 de octubre, se realizó la inauguración definitiva. Con la nueva capilla, todos los alumnos podían compartir la misa. Sus amplias dimensiones (47 m de largo, 20 m de ancho y 17 m de alto) permiten que 1200 personas participen de las ceremonias. En 2012, nuestra capilla celebró su centenario. Espacio de fe y encuentro que acompañó y vio crecer a muchas generaciones de estudiantes. Cada Vitral reproduce una escena de la vida de Juan Bautista De La Salle.
En 2007, el Colegio firmó un acuerdo con una empresa privada para construir un hotel 5 estrellas y centro de convenciones en su predio histórico de Riobamba y Viamonte. El proyecto fue rechazado por los exalumnos, así como por el exjefe de gobierno Aníbal Ibarra, entre otros.En febrero de 2008, la legislatura porteña declaró el eficio patrimonio histórico de la Ciudad, impidiendo su remodelación.

## Estudiantes célebres
Entre los estudiantes del Colegio se destacan los empresarios Gregorio Pérez Companc y el Siervo de Dios Enrique Shaw;  los políticos Manuel Fresco, Raúl Apold y Oscar Puiggrós; el militar Leandro Anaya; los cineastas Luis César Amadori, Luis José Moglia Barth y Carlos Borcosque; los deportistas  Omar Zarif, Juan Manuel Herbella, Diego Cuesta Silva, Germán Lauro, Carlos Retegui, Sebastián Salvat, Pablo Lombi y Jorge Lombi; los escritores Abel Posse y Claudio María Domínguez; los músicos Diego Torres y Maxi Trusso; y el periodista Carlos Monti, entre otros.

## Cultura popular
En 1966, David Viñas publicó la novela En la semana trágica, cuyos protagonistas son dos egregados del Colegio La Salle Buenos Aires que pertenecen a la Liga Patriótica Argentina
En 2005, el dúo Miranda! grabó su videoclip "El Profe" en las instalaciones del Colegio.